# Elecciones vicepresidenciales de Ecuador de 2000
Elección realizada el 27 de enero de 2000 por el Congreso Nacional luego de la asunción del vicepresidente Gustavo Noboa a la presidencia luego del derrocamiento de Jamil Mahuad. 

## Candidatos y Resultados
Los candidatos fueron presentados por ternas del presidente Noboa para la deliberación del Congreso.
| Lista | Partido                       | Partido            | Vicepresidente                                  | Cargos Previos                                | Votos |
| ----- | ----------------------------- | ------------------ | ----------------------------------------------- | --------------------------------------------- | ----- |
| 5     |                               | Democracia Popular | Pedro Pinto Rubianes                            | Ministro de Economía y Finanzas (1982 - 1984) | 81    |
| 5     | Xavier Muñoz Chávez           | Democracia Popular | Alcalde de Cuenca (1984 - 1988) / (1992 - 1996) | 18                                            |       |
| 5     | José Bolívar Castillo Vivanco | Democracia Popular | Alcalde de Loja (1988 - 1992) / (1996 - 2005)   | 1                                             |       |